# Людино-торпеда

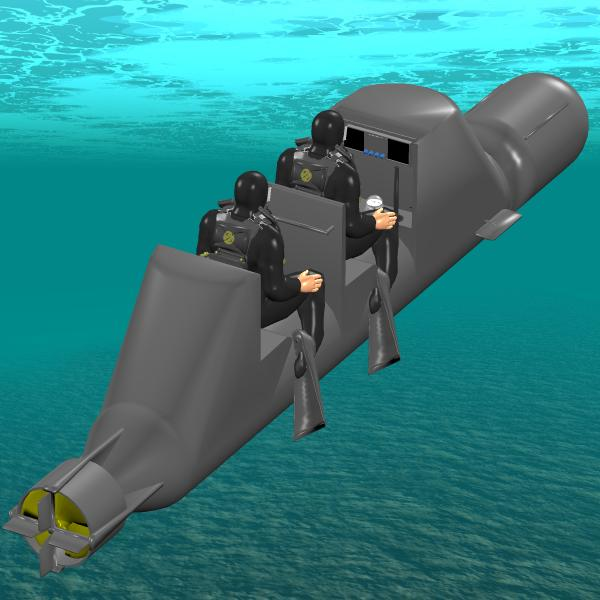
Компютерна модель британської людино-торпеди, що керується двома бойовими плавцями

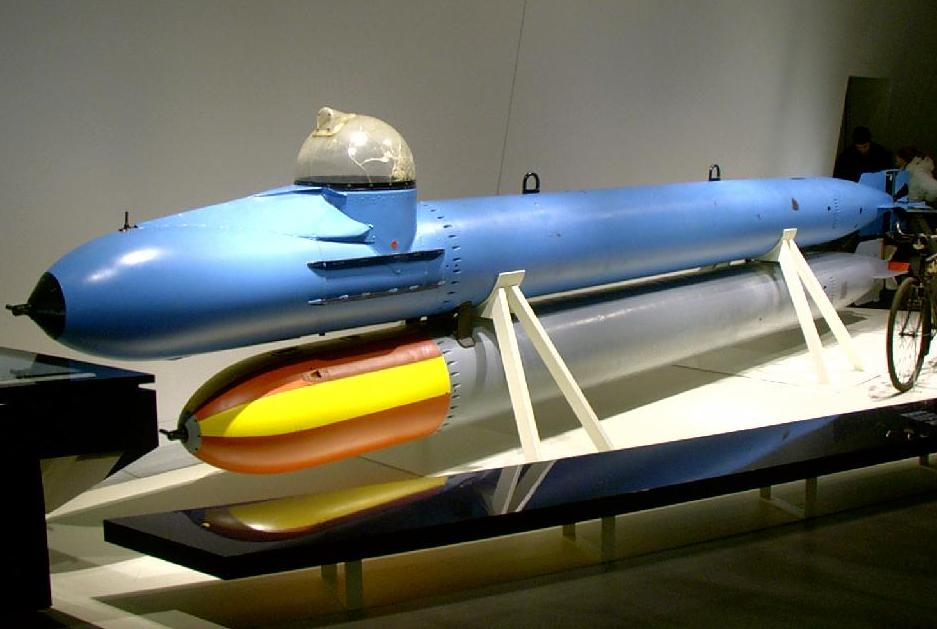
Німецька людино-торпеда «Мардер»

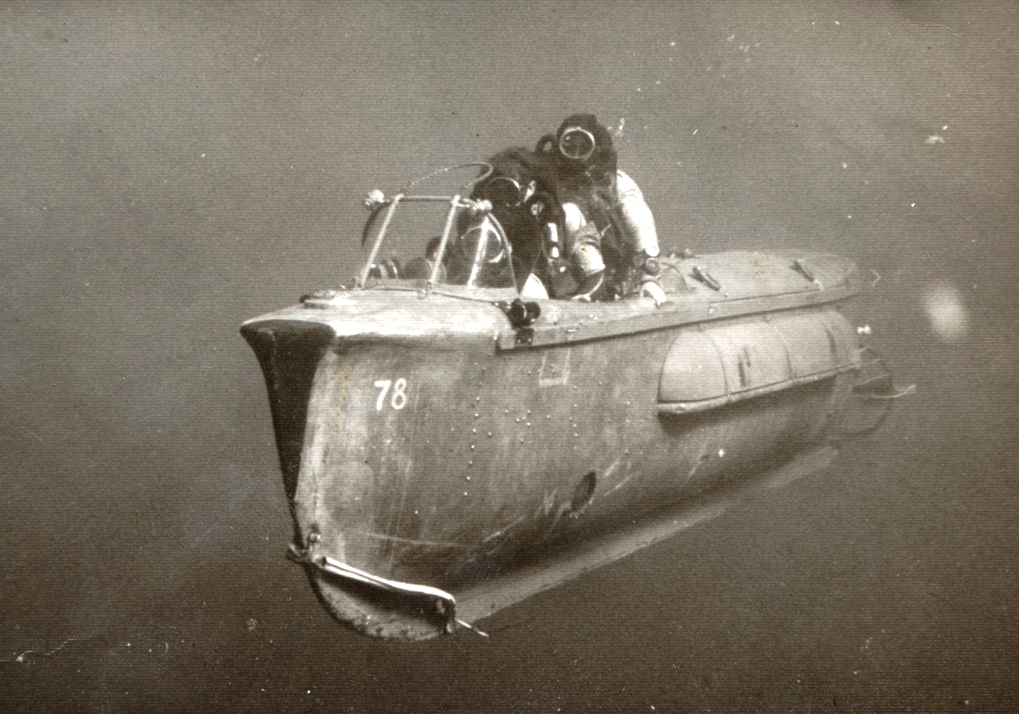
Ізраїльська людино-торпеда

Людино-торпеда — підводний апарат, керований людиною і призначений для знищення (виведення з ладу) великих кораблів противника. Під час 2-ї світової війни людино-торпеди використовувалися Великою Британією, Німеччиною, Італією, Японією. Перша людино-торпеда, розроблена в Італії, по конструкції нагадувала звичайну торпеду (звідси назва). На ній в спеціальних сідлах розташовувалися дві людини — водій і водолаз, одягнені у водонепроникні костюми і забезпечені кисневими приладами. Людино-торпеди доставлялися в район бойових дій у контейнерах, укріплених на палубі підводного човна. Підхід до цілі екіпаж здійснював, сидячи на людино-торпеді. Прикріпивши під днище корабля (судна) легко відокремлювану головну частину торпеди з вибуховою речовиною, водій і водолаз поверталися на підводний човен, сидячи на вивільненій людино-торпеди.

## Відомі людино-торпеди
- Кайтен
- Майале
- «Мардер»